# Toco
Toco är en ort i Bolivia.   Den ligger i departementet Cochabamba, i den centrala delen av landet, 170 km norr om huvudstaden Sucre. Toco ligger 2 725 meter över havet och antalet invånare är 827.
Terrängen runt Toco är platt åt nordväst, men åt sydost är den kuperad. Närmaste större samhälle är Cliza, 4,7 km nordväst om Toco. 
Trakten runt Toco består till största delen av jordbruksmark. Runt Toco är det ganska tätbefolkat, med 149 invånare per kvadratkilometer.